# Centro Nacional de Coordinación Antiterrorista
El Centro Nacional de Coordinación Antiterrorista, también conocido como CNCA, fue creado en el mes de mayo del año 2004 a raíz de los atentados del 11-M para una mayor eficacia contra el terrorismo nacional e internacional. Quedó disuelto en octubre de 2014, integrándose con el Centro de Inteligencia Contra el Crimen Organizado en el Centro de Inteligencia contra el Terrorismo y el Crimen Organizado (CITCO).

## Composición y estructura
El Centro Nacional de Coordinación Antiterrorista, tuvo una estructura de carácter profesional no política, que dependió orgánicamente del Secretario de Estado de Seguridad del Ministerio del Interior y estuvo formado por miembros del Cuerpo Nacional de Policía (CNP), de la Guardia Civil, funcionarios de Instituciones Penitenciarias, por militares escogidos por su carrera y conocimientos así como por personal del Centro Nacional de Inteligencia (CNI).
La presidencia la ostentó el Secretario de Estado de Seguridad. 
La dirección del CNCA estuvo integrada por un director y un vicedirector. Sus funciones fueron desempeñadas alternativamente por un miembro del Cuerpo Nacional de Policía y por otro de la Guardia Civil, que designados por el Secretario de Estado de Seguridad.
La implantación de este organismo se realizó en dos fases. 
- Una primera fase en la que se creó una Unidad de Coordinación, que contó con

1. Una sala de operaciones.
2. Un Área de Gestión de Bases de Datos.
3. Un Área de Inteligencia e Investigación.

- Una segunda fase de implantación en que además se constituyeron las áreas de

1. Operaciones y Seguridad Ciudadana.
2. Organización.
3. Normativa y Formación.
4. Infraestructuras.

## Funciones
La finalidad básica consistió en actuar como órgano de recepción, proceso y valoración de la información estratégica disponible sobre todos los tipos de terrorismo que constituyen una amenaza para España, sin asumir misiones operativas, que estuviesen en manos de los Fuerzas y Cuerpos de Seguridad del Estado. 
La misión esencial fue integrar, analizar y valorar toda la información de la que se disponga en materia de terrorismo y sus objetivos fundamentales consistieron en: disponer de una valoración de la amenaza terrorista permanentemente actualizada; mantener la iniciativa en la lucha antiterrorista; identificar los escenarios posibles de intervención; y planificar la respuesta.